# Ludwigsgymnasium Straubing
Das Ludwigsgymnasium Straubing ist ein staatliches naturwissenschaftlich-technologisches und sprachliches Gymnasium im niederbayerischen Straubing.

## Geschichte

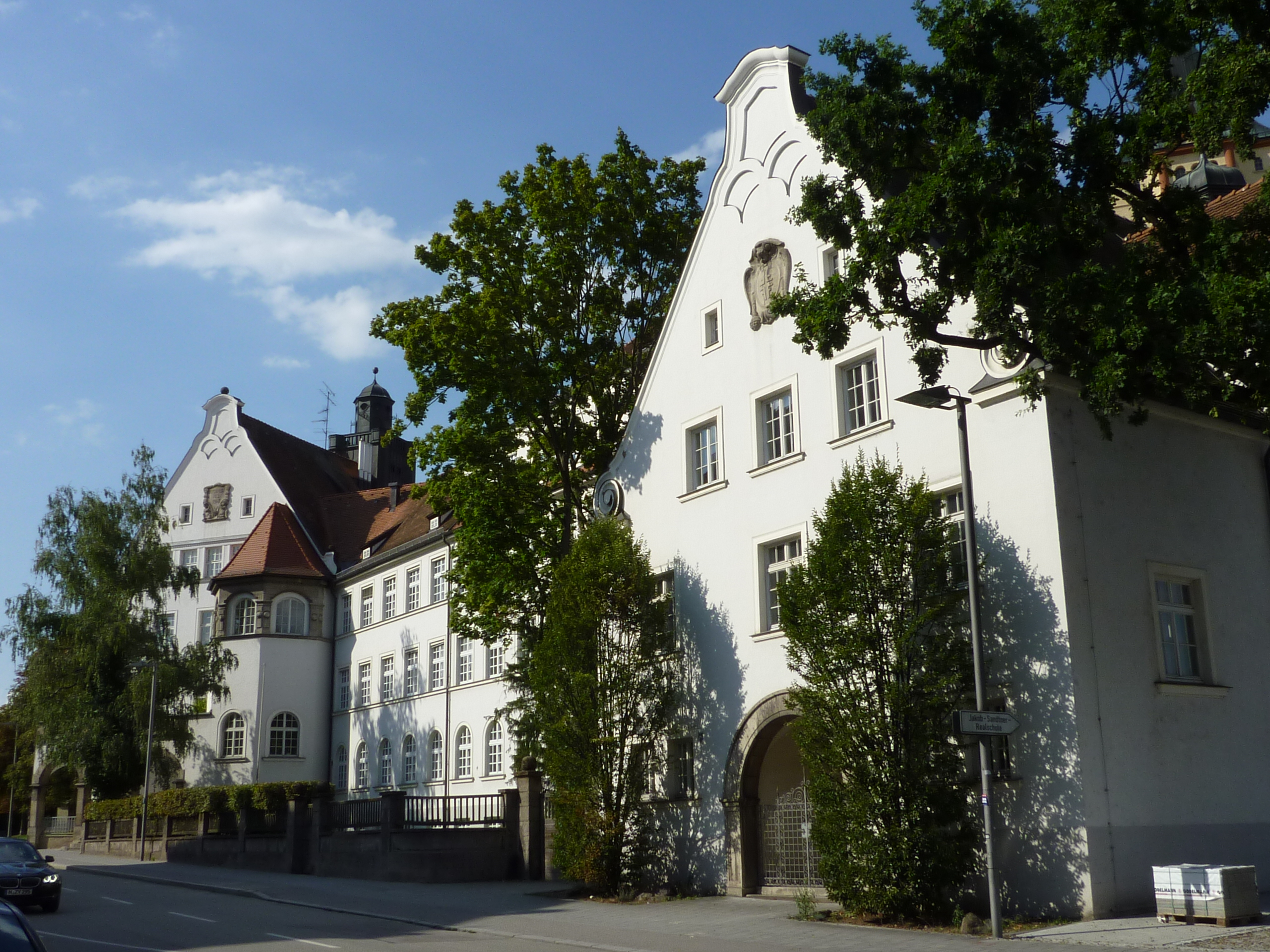
Schulgebäude des Ludwigsgymnasiums im Zeitraum von 1913 bis 1968

Das heutige Ludwigsgymnasium wurde 1837 als Landwirtschafts- und Gewerbeschule gegründet. Von 1877 an war es eine Realschule. Die beengten Verhältnisse in der alten Gewerbeschule machten 1913 den Umzug in einen Neubau am Stetthaimerplatz notwendig, in dem heute die Jakob-Sandtner-Realschule untergebracht ist. Seit 1914 führt die Schule auch den Namen des letzten bayerischen Königs Ludwigs III.
Im Dritten Reich wurde die Schule in eine Oberschule für Jungen umgewandelt, nach Kriegsende schließlich mit dem humanistischen Gymnasium, dem heutigen Johannes-Turmair-Gymnasium, zusammengelegt. Diese „Doppelanstalt“ existierte bis 1952. Seitdem firmierte die Schule als Oberrealschule, ab 1964 als Oberrealschule mit Realgymnasium und seit 1965 als mathematisch-naturwissenschaftliches und neusprachliches Gymnasium.
1968 erfolgte der Umzug in einen Neubau an der Max-Planck-Straße am damaligen Stadtrand. Die rapide ansteigenden Schülerzahlen erforderten bereits drei Jahre später umfangreiche Erweiterungsmaßnahmen. Mit 1133 Schülern wurde 1974 ein Höhepunkt erreicht, danach schrumpfte die Schülerzahl wieder, um sich schließlich bei gut 500 einzupendeln.
Ebenfalls im Jahr 1974 wurde ein Studienseminar zur Referendarausbildung eingerichtet. Heute ist das Ludwigsgymnasium Seminarschule für die Fächer Deutsch, Englisch, Mathematik, Physik, Biologie, Chemie und Geschichte.
Seit der Jahrtausendwende wurden am Schulgebäude umfangreiche Renovierungsarbeiten vorgenommen. So wurden erst innerbauliche Maßnahmen ergriffen, danach wurde die Schule auch außen renoviert. Die größte bauliche Maßnahme war die Mensa, die unmittelbar an die Aula anschließt und im Jahr 2008 eröffnet werden konnte. In den Jahren 2011 und 2012 wurden die beiden Turnhallen generalsaniert, das Zwischengebäude mit Umkleideräumen und Geräteräumen zwischen den beiden Turnhallen wurde dabei abgerissen und mit zwei Stockwerken neu errichtet.
2014 wurde die Aula abgerissen und anschließend komplett neu gebaut. Gegen Ende der Herbstferien 2016 wurde der Neubau fertiggestellt, der nun die Physik-, Biologie- und Chemiesäle beherbergt. Während der Errichtung des Neubaus brach die Zahl der Neuanmeldungen am Ludwigsgymnasium ein, zum Schuljahr 2017/2018 meldeten sich jedoch wieder 66 Schüler an, mehr als doppelt so viele wie im Vorjahr.
Zu Beginn des Schuljahres 2019/2020 wurde mit der Generalsanierung des Verwaltungstraktes begonnen, dazu wurde die Verwaltung mit Bibliothek in die alten naturwissenschaftlichen Räume ausgelagert.

## Unterrichtsangebot
Das Ludwigsgymnasium bietet die Ausbildungsrichtungen naturwissenschaftlich-technologisch und neusprachlich an. Erste Fremdsprache ist Englisch, die zweite Französisch oder Latein (naturwissenschaftlicher Zweig) bzw. die zweite Latein und die dritte Französisch (neusprachlicher Zweig). Seit dem Schuljahr 2010/11 besteht die Möglichkeit, ab der 10. Klasse Spanisch als spätbeginnende Fremdsprache zu lernen.
Seit dem Schuljahr 2011/12 bietet das Ludwigsgymnasium das Enrichment-Programm für besonders leistungsfähige, hochbegabte und motivierte Schüler an, in dem über das gesamte Schuljahr verteilt Aktionen zu sechs verschiedenen Bereichen veranstaltet werden. Die Schule arbeitet zu diesem Zweck mit Hochschulen wie beispielsweise der Universität Regensburg zusammen, aber auch mit Firmen wie der Sturm-Gruppe (2011/12), Gluth Systemtechnik (2012/13) oder der KUKA AG (2013/14). Außerdem kommt jedes Jahr eine berühmte Person ans Ludwigsgymnasium und verbringt einen Tag mit den Schülern. Im Schuljahr 2011/12 zeigte der Rechenkünstler Gert Mittring den Schülern einige Mathetricks, zum Beispiel das Ausrechnen des Wochentags zu jedem beliebigen Geburtsdatum. 2012/13 kam Harald Lesch ans Luggy und präsentierte nach einem zweistündigen Workshop mit den Schülern vor großem Publikum einen Vortrag zum Thema „Woher kommen wir und wen gibt es außer uns?“. Im Jahr 2013/14 zeigte der Oscarpreisträger und ehemalige Schüler Thomas Stellmach die Anfänge des Zeichentricks und konnte auch zum Erstellen eigener, einfacher Animationen anregen.
Die Theatergruppe des Ludwigsgymnasiums unter Leitung von Karl-Heinz Frankl wurde mehrfach ausgezeichnet. 2005 wurde sie im Rahmen des Wettbewerbs „Schiller 05“ zum Theaterfestival nach Berlin eingeladen und zählte mit ihrem Stück Fräulein Ritter. Handschuhszenen frei nach Schiller zu den Preisträgern.
Die Schule verfügt über zwei Computerräume und über eine Photovoltaikanlage. Eine Nachmittagsbetreuung mit Mittagessen wurde 2003 eingeführt, aber zunächst nur von wenigen Schülern genutzt. Die Schülerzeitung der Schule, der 1949 gegründete Pennäler, ist die älteste Schülerzeitung Bayerns. Nach längerer Erscheinungspause wird der Pennäler seit dem Schuljahr 2009/2010 regelmäßig veröffentlicht.
Zu den Partnerschulen des Ludwigsgymnasiums zählen Schulen aus verschiedenen Ländern, mit denen ein Schüleraustausch angeboten wird. Dazu gehören das Holy Rosary College in Tuam in Irland, die Northridge High School in Middlebury, Indiana und das Lycée Alain in Alençon in Frankreich.

## Liste der Schulleiter
- Anton Lommer (1837/1838)
- Josef Lämmermeyer (1838–1875)
- Josef Ducrue (1875–1881)
- Johannes Mondschein (1881–1909)
- Anton Hegele (1909–1927)
- Rudolf Zahler (1927–1937)
- Wilhelm Poland (1937–1939)
- Franz Hirsch (1939–1945)
- Caspar Fellner (1945–1951)
- Willibald Schmidt (1951/1952)
- Albert Engel (1952–1957)
- Anton Hornfeck (1957–1972)
- Hartwig Kaunzner (1972–1992)
- Wolfgang Odzuck (1992–1999)
- Franz Haslbeck (1999–2013)
- Albert Knott (2013–2017)
- Ricarda Krawczak (seit 2017)

## Bekannte ehemalige Schüler
- Peter Gottwald (* 1944, Abitur 1963), Jurist, ehemaliger Universitätsprofessor und Richter an Oberlandesgerichten
- Thomas Stellmach (* 1965), Trickfilmregisseur
- Christoph Stumpf (* 1972), Rechtswissenschaftler und Rechtsanwalt